# 子羽 (郑穆公之子)
子羽（？—前578年），姬姓，名挥，字子羽，是郑穆公的儿子，郑国大夫。
前578年六月十五日夜里，郑国的公子班从訾地请求进入祖庙，没有做到，就杀了子印、子羽，回来驻兵于市集上。
子羽的后裔以其字为氏，立羽氏。